# ホスピタリティ産業
ホスピタリティ産業（ホスピタリティさんぎょう）は、主に人的接客サービスを提供する業種の総称。

## 業種
ホスピタリティ産業の概念は、1980年代に入ってから英語圏諸国で広く使われるようになった。英語圏諸国では宿泊料飲産業を意味しており、Webster's New World College Dictionaryでは1982年版の第3版から登場している。
日本では独自のホスピタリティ観から、ホスピタリティ産業もより広く多義的に用いられている。山上徹はホスピタリティ産業について、最狭義では飲食・宿泊業、狭義では観光（旅行・交通・宿泊・料飲・余暇）産業・関連事業、広義では観光・教育・健康産業・関連事業、最広義では人的対応・取引するすべての産業とホスピタリティを媒介する産業としている。
ホスピタリティ研究に関しては、米国では産業研究、欧州では思想研究が主体となっており、日本はその中間でそれぞれ研究がなされているという指摘がある。